# Aeolis Dorsa
Aeolis Dorsa és una formació geològica de tipus dorsum a la superfície de Mart, localitzada amb el sistema de coordenades planetocèntriques a -1.03 ° latitud N i 156.42 ° longitud E, que fa 459.17 km de diàmetre. El nom va ser aprovat per la UAI el 27 de juliol de 2012 i fa referència a una característica d'albedo.